# Shannon Higgins-Cirovski
Shannon Higgins-Cirovski (geb. Higgins; * 20. Februar 1968 in Kent, Washington) ist eine ehemalige US-amerikanische Fußballspielerin.

## Karriere

### College
Sie spielte in ihrer Zeit an der University of North Carolina at Chapel Hill von 1986 bis 1989 für die dortigen Tar Heels. In ihren vier Jahren hier gewann sie mit ihrem Team vier aufeinanderfolgende NCAA Championships. Sie selbst gewann in dieser Zeit auch einige weitere Auszeichnungen.

### Nationalmannschaft
Bei der US-amerikanischen Nationalmannschaft hatte sie ab dem Jahr 1987 erste Einsätze. Nach einigen Freundschaftsspielen wurde sie in den Kader bei der Weltmeisterschaft 1991 berufen. Sie stand in jeder Partie (bis auf das letzte Gruppenspiel gegen Japan) in der Startelf und spielte auch immer durch. Am Ende gewann sie mit ihrem Team dann den ersten offiziellen Weltmeistertitel.

### Trainer
Nach ihrem College-Abschluss wurde sie Co-Trainerin bei den George Washington Colonials und stieg hier ab 1991 zur Cheftrainerin auf. Nach einigen Jahren wechselte sie im Jahr 1998 zum nationalen Verband, um dort die U18 zu trainieren. Dort blieb sie aber nicht lange und wechselte 1999 wieder in den College-Bereich, wo sie nun bis 2006 nochmal die Maryland Terrapins trainierte.